# Суруйский язык
Суруйский язык (Suruí, Paiter, Suruí de Rondônia, Suruí do Jiparaná) — индейский язык, который относится к языковой семье тупи, на котором говорят в 10 деревнях и на разбросанных территориях около границы штатов Рондония и Мату-Гросу в Бразилии. Язык похож на языки чинта-ларга и жипаранский гавиану.